# Hauptstadtfinanzierungsvertrag
Als Hauptstadtfinanzierungsvertrag (HFV) werden drei Verträge zwischen der Bundesrepublik Deutschland und dem Land Berlin vom 30. Juni 1994, vom 30. November 2007 und vom 8. Mai 2017 bezeichnet. Die beiden ersten Verträge betreffen Kulturfinanzierung und Infrastrukturinvestitionen, darunter den Ausbau der U-Bahn-Linie 5. Der jüngste Vertrag enthält Zahlungen des Bundes für die Innere Sicherheit und die Hauptstadtkultur. Darüber hinaus wurden umfangreiche Grundstücksgeschäfte zwischen beiden Vertragsparteien vereinbart.
Rechtsgrundlagen sind Art. 22 sowie Art. 106 Grundgesetz (GG).